# Kaplička se zvoničkou ve Vokovicích
Kaplička se zvoničkou ve Vokovicích v Praze stojí v ulici Ke Dvoru na bývalé návsi u Vokovického rybníka. Je chráněna jako nemovitá kulturní památka České republiky.

## Historie
Kaple postavená v pozdně barokním stylu pochází z období kolem roku 1800.
18. září 2022 byla požehnána františkánskému poutníkovi blahoslavenému Odorikovi z Pordenone.

## Popis
Stavba na čtvercovém půdorysu má stěny členěné lisenovými rámci. Interiér je zaklenut českou plackou. Nad valbovou střechou vyčnívá hranolová vížka.
Zvon na starobylém závěsu nese signaturu „K.K. PR. BE“.